# هذا فقط للقول

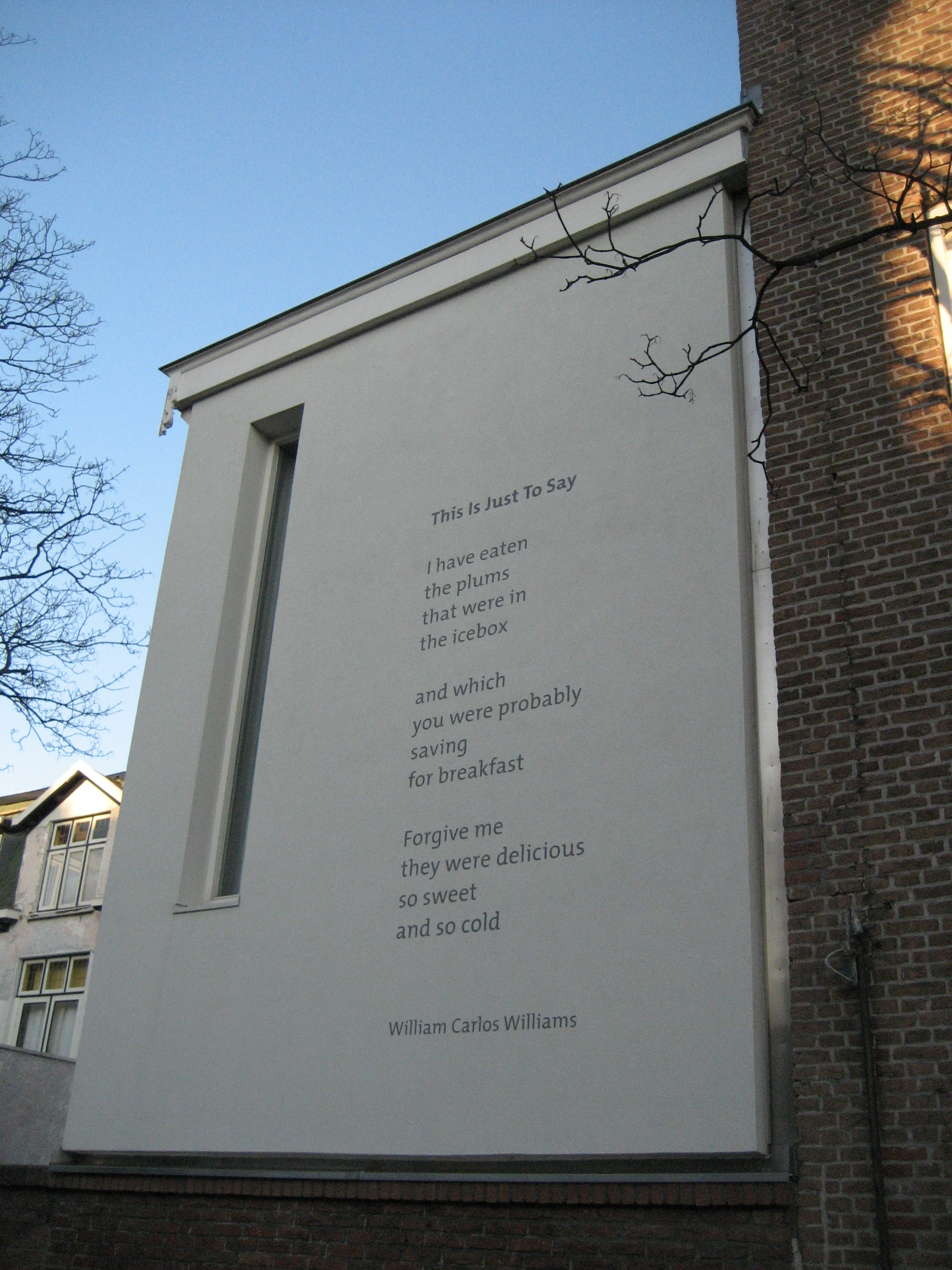
هذا فقط للقول (قصيدة حائط في لاهاي)

هذا فقط للقول (بالإنجليزية: This Is Just to Say)‏ (1934) هي قصيدة تخيلية بقلم ويليام كارلوس ويليامز.

## تحليل
تبدو قصيدة ويليامز المكتوبة كما لو كانت ملاحظة تُركت على طاولة المطبخ، وكأنها قطعة شعرية تم العثور عليها. من ناحية التفعيلة، لا تُظهر القصيدة أي انتظام في التشديد على الحروف أو عدد المقاطع اللفظية. بإستثناء هذين الخطين الثاني والخامس (كلاهما على Iلايمبوس) والسطرين الثامن والتاسع (كلاهما على امفبراك)، لا يوجد سطرين لهما نفس الشكل المتري. تناسق الأحرف "Th" في السطر الثاني والثالث والرابع، بالإضافة إلى تناسق الحرف "F" في السطر الثامن والتاسع، والحرف "S" في السطر الحادي عشر والثاني عشر يؤدي إلى إيقاع طبيعي عندما تُقرأ القصيدة بصوت عالٍ.
يساهم النقص الواضح في علامات الترقيم في الغموض اللوني للقصيدة. في حين أن المقطع الثاني يبدأ بحرف اقتران، مما يدل على وجود اتصال بالمقطع الأول، يتم فصل المقطع الثالث عن المقطع الأول والثاني بوساطة "Forgive" بحروف كبيرة. في مقابلة أجريت عام 1950، سأل جون دبليو جربر الشاعر ما الذي يجعل «هذا مجرد قول» قصيدة؛ أجاب ويليامز، «في المقام الأول، إنه نظام قياس منتظم تمامًا. . . لذا، بشكل دوغماتي، يجب أن تكون قصيدة لأنها تسير على هذا النحو، ألا ترى!»  كتبت الناقدة مارجوري بيرلوف: «على الصفحة، تبدو الرباعيات الثلاث الصغيرة متشابهة؛ ولها نفس الشكل المادي تقريبًا. إن أسلوب الطباعة بدلا من أي نوع من التكرار الصوتي هو الذي يوفر توجيهات للصوت الناطق (أو للعين التي تقرأ السطور بصمت) وهذا يثير من معاني القصيدة». بالإضافة إلى ذلك، تؤثر هذه البنية المطبعية على أي تفسير لاحق من جانب القارئ.
تم تضمين «رد» فلورنس ويليامز (زوجة ويليامز) على «هذا مجرد قول» كـ «تفصيل» في التفاصيل والمحاكاة الساخرة المنشورة جزئيًا لقصيدة باترسون (مخطوطة في جامعة ولاية نيويورك)  والتي ظهرت لأول مرة في عام 1982. نظرًا لأن ويليامز اختار تضمين «الرد» في تسلسله الخاص، فمن المحتمل أنه أخذ ملاحظة تركتها زوجته وحولها إلى «قصيدة».

## روابط خارجية
- الاستنساخ المصرح به للقصيدة
- تعليق الشعر الأمريكي الحديث على القصيدة
- المنحدرات تحليل لبعض أعمال ويليام كارلوس ويليامز
- حلقة من «هذه الحياة الأمريكية» تحتوي على تحليل وتعليق على القصيدة
- قراءة «رد ويليامز» على «هذا فقط للقول»